# Psidium schenckianum
Psidium schenckianum là một loài thực vật có hoa trong Họ Đào kim nương. Loài này được Kiaersk. miêu tả khoa học đầu tiên năm 1893.